# جنيفر موس
جنيفر موس (بالإنجليزية: Jennifer Moss)‏ هي ممثلة بريطانية، ولدت في 10 يناير 1945 في ويغان في المملكة المتحدة، وتوفيت في 5 أكتوبر 2006.

## وصلات خارجية
- جنيفر موس على موقع IMDb (الإنجليزية)
- جنيفر موس على موقع قاعدة بيانات الفيلم (الإنجليزية)